# Mahmud Tardjuman
Mahmud Tardjuman (? Baviera - 1575, Praga), fou un diplomàtic otomà. Nascut a Baviera de família noble alemanya fou fet presoner pels otomans a la batalla de Mohacs de 1526 quan era patge de Lluís II d'Hongria, fou enviat a l'escola de palau a Istanbul. Coneixia diverses llengües i després de 1550 va servir com intèrpret de la cort otomana. amb títol d'agha. El 1573 fou nomenat cap d'intèrprets. i rebé el títol de bei. Com a ambaixador va servir a la cort de Joan Segimon d'Hongria i la seva vídua Isabel (1553-1554), després va dirigir una missió especial a França (1569) i el 1570 fou designat ambaixador a Venècia per negociar i lligar la cessió de Xipre per part dels venecians; però les negociacions van fracassar i va esclatar la guerra i fou retingut a Verona no podent tornar a Istanbul fins al 1573. El 1574 fou enviat a Viena i el 1575 a Praga on va morir. Seria l'autor d'una “història d'Hongria” en turc, titulada Tarikh-i Ungurus.